# Meridian Peak (Montana)
Der Meridian Peak (auch: Meridan Peak) ist ein Berg im äußersten Nordosten des Yellowstone-Nationalparks im Süden des US-Bundesstaates Montana. Sein Gipfel hat eine Höhe von 3194 m. Er befindet sich wenige Kilometer nordwestlich des Ortes Cooke City und ist Teil der Absaroka-Bergkette in den Rocky Mountains. Die Grenze zum Bundesstaat Wyoming sowie der Northeast Entrance zum Yellowstone-Nationalpark an der US-212 liegen unweit südlich des Berges.

## Belege
1. ↑  GNIS Detail - Meridian Peak. Abgerufen am 17. Dezember 2020.
2. ↑  Meridian Peak. Abgerufen am 17. Dezember 2020 (englisch).